# فرانك كاستيلو
فرانك كاستيلو (بالإنجليزية: Frank Castillo) هو لاعب كرة قاعدة أمريكي، ولد في 1 أبريل 1969 في إل باسو في الولايات المتحدة، وتوفي في 28 يوليو 2013 في مقاطعة ماريكوبا في الولايات المتحدة بسبب غرق.

## وصلات خارجية
- فرانك كاستيلو على موقعبيزبول رفرنس.كوم (الدوري الرئيسي) (الإنجليزية)
- فرانك كاستيلو على موقعبيزبول رفرنس.كوم (الدوري الثانوي) (الإنجليزية)